# Kcell
Kcell是哈薩克斯坦一家移动通信运营商，旗下擁有Activ和Kcell等品牌。
公司成立于1998年，旗下的Kcell品牌主要提供企业领域的手机上網服务，Activ品牌主要服務於零售领域。截至2016年12月31日，Kcell的用户数大約為998.6万人。